# Zappeion
Het Zappeion (Ζάππειον) is een gebouw in de Nationale Tuin van Athene in het centrum van Athene, Griekenland. Het wordt gewoonlijk gebruikt voor bijeenkomsten, ceremonies en tentoonstellingen, zowel publieke als private. Het gebouw telt 25 verschillende kamers, variërend in grootte van 97 m² tot 984 m².

## De bouw
In 1869 wees het Griekse parlement 80.000 m² publieke grond tussen de tuinen en de antieke Tempel van de Olympische Zeus en verder werd dat jaar ook een wet ingevoerd, beide met als doel "de bouwwerken van de Olympische Spelen", waardoor het Zappeion het eerste bouwwerk was dat speciaal voor de Moderne Spelen opgericht werd. Het antieke Stadion Panathinaiko werd ook opgeknapt ten behoeve van de Spelen. Met enige vertraging werd op 20 januari 1874 begonnen met de bouw van het door de Deense architect Theophil Hansen bedachte gebouw, dat uiteindelijk op 20 oktober 1888 werd geopend.
Omdat opdrachtgever Evangelos Zappas overleed voor de opening van het Zappeion, werd zijn neef Konstantinos Zappas aangewezen door Evanggelos Zappas om het gebouw verder af te maken.

## Geschiedenis
Het Zappeion werd tijdens de Olympische Zomerspelen 1896 gebruikt als schermhal. Een decennium later, tijdens de tussenliggende Spelen van 1906 werd het Zappeion gebruikt als Olympisch dorp.
Een groot aantal historische gebeurtenissen hebben plaatsgevonden in het Zappeion, waaronder de officiële ondertekening van de documenten, waardoor Griekenland toetrad tot de Europese Unie op 1 januari 1981 in het met marmer beklede peristylium van het gebouw.
Het hoofd van Evangelos Zappas is begraven onder zijn standbeeld, dat vlak bij de ingang van het Zappeion staat.
- Union List of Artist Names: 500306501
- Virtual International Authority File: 313129622